# Pilis Lelke Fesztivál
A Pilis Lelke Fesztivál egy Solymáron megszervezett kulturális rendezvénysorozat volt, melyet 2004 és 2006 között három alkalommal rendeztek meg, az első évben egy-, a második és harmadik évben két-kétnapos rendezvényként. A fesztivál programjában népzenei-világzenei koncertek, a magyarságtudat erősítését célzó egyéb programok (beszélgetések, előadások, fórumok), képzőművészeti kiállítások, illetve kézműves és ősmagyar életmód-bemutatók is szerepeltek.
A rendező mindhárom évben a kifejezetten ebből a célból szerveződött Pilis Lelke Baráti Kör volt, a programok mindvégig a pilisi térség több településének összefogásával valósultak meg. A fesztiválok fővédnökségét Szörényi Levente vállalta, további védnökei voltak még a rendezvénynek Gergely István csíkcsobotfalvi (2006-ban már csíksomlyói) plébános és Kovács Ákos előadóművész.

## Története
A solymári kulturális életnek 1996 óta állandó része egy többnapos programsorozat a település templomi búcsúnapjához (szeptember 12.) kapcsolódóan, de a helyi kulturális közélet több szereplője 2003-ban úgy döntött, hogy szeretnének valami más, hasonló terjedelmű de eltérő tematikájú rendezvényt is megalkotni, a környező településekkel összefogva, olyat, ami kifejezi a Pilis „szellemét”. Huber András építész, önkormányzati képviselő kezdeményezésére az ötletgazdák 2004 januárjában új, bírósági bejegyzés nélküli civil szervezetet alakítottak Pilis Lelke Baráti Kör néven, és június elejére tűzték ki az első Pilis Lelke Fesztivál megrendezését. Az első ilyen fesztivált 2005-ben és 2006-ban még további kettő követte, de a programsorozat 2006 után nem folytatódott.

## Helyszín
A nagyrészt szabadtéren lebonyolított programok helyszíne a Pest megyei Solymár központja, az ott található kulturális intézmények (művelődési ház, pincegaléria, helytörténeti gyűjtemény, templom, továbbá néhány közeli utca és a közönség előtt erre az alkalomra megnyitott népi parasztporta volt.

## A 2004-es év
A 2004-es, első fesztiválon, június 5-én a pilisi térség számos településéről vettek részt kulturális együttesek vagy egyéni előadók: Pilisborosjenőt a Kerekes táncegyüttes, Pilisvörösvár, Pilisszentiván és a házigazda település táncéletét a két község német nemzetiségi tánccsoportjainak műsora képviselte, Csobánkáról pedig a falu cigány hagyományőrző kamarazenekara, a Térné Phrálá működött közre a műsorban. A Figurina Bábszínház és Radványi Balázs elsősorban a gyerekeket célzó produkciókkal lépett fel, a templomban pedig Gulyás Dénes operaénekes adott koncertet. A rendezvény húzónevei Varga Miklós, ifj. Csoóri Sándor és az Ifjú Muzsikás zenekar, illetve a P. Mobil voltak. [Szerepelt a meghívott közreműködők névsorában a Deák Bill Blues Band is, de ők betegség miatt kénytelenek voltak lemondani a fellépést.] A kiállítóterekben Petrás Mária és lánya, Petrás Alina pomázi képzőművészek, valamint Barcsik Géza solymári grafikus alkotásait lehetett megtekinteni; utóbbi tervezte a fesztivál logóját és arculatát is. A fellépők egy része ingyenesen, más részük méltányosan szerény honorárium fejében vállalta a közreműködést.

## A 2005-ös év

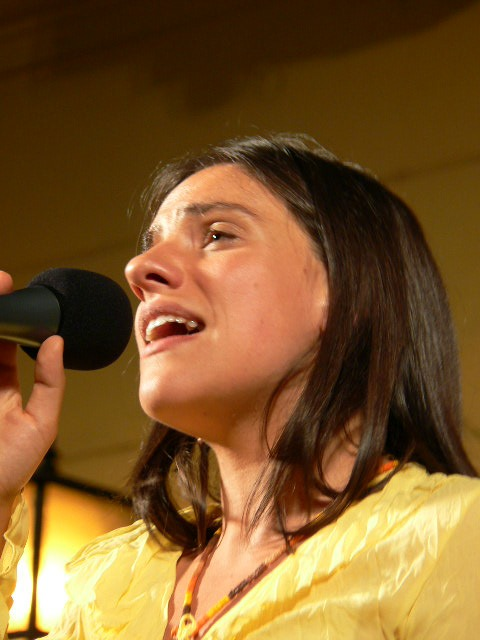
2005-ben Palya Bea volt a fesztivál egyik sztárvendége

2005-ben június 3-4-én került sor az ekkor már két napos fesztiválra, melynek első napján Sebestyén Márta és a Muzsikás együttes, majd a pilisvörösvári Bravi Buam zenekar adott koncertet, ugyanerre a napra esett Szörényi Levente fővédnök nyilvános, ünnepélyes köszöntése 60. születésnapja alkalmából. A második nap legjelentősebb koncertfellépői a Ghymes, a Kaláka együttes, a Balázs Elemér Group (Palya Bea közreműködésével) és a Misztrál voltak; fellépett még Lovász Irén és a pilisszántói népdalkör is. A rendezvény táncszínpadán a nagykovácsi Rézpatkó Táncegyüttes, valamint pilisszentiváni, pilisvörösvári és solymári csoportok léptek fel; szerepelt a programban könyvbemutató (Révész Máriusz: Sorsfordítók Erdélyben című, a Kairosz Kiadó által kiadott könyvének bemutatója), filmvetítés Böjte Csaba dévai Szent Ferenc Alapítványáról, továbbá Czakó Gábor, Varga Csaba és Grandpierre Attila nyilvános beszélgetése a lélekről. A rendezvény része volt még – többek között – Szabó Béla székely festőművész kiállítása, valamint egy új, magántulajdonú galéria megnyitása a fesztivál központi helyszínei közelében. A rendezvény látogatottsága óvatos becslés szerint is többezres volt.

## A 2006-os év

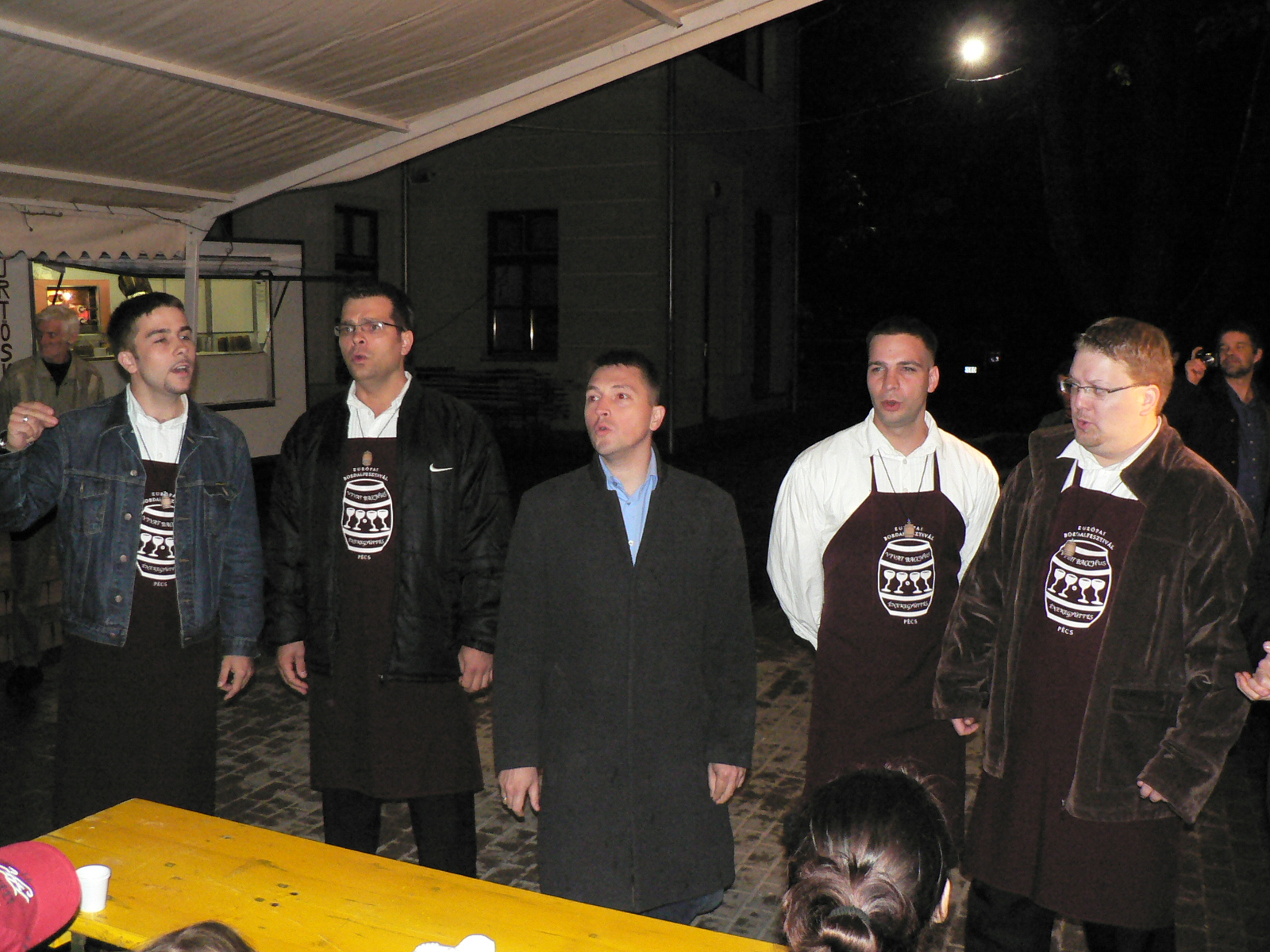
Kovács Ákos és a Vivat Bacchus négy tagja

A június 2-án és 3-án lebonyolított fesztivál első, pénteki napjának zenei fellépői Kovács Ákos és a Vivat Bacchus kamarakórus, a Szabadkáról érkezett Paniks zenekar, zárásként pedig a Napra együttes voltak. A fellépők listájában szerepelt Demjén Ferenc is, ő azonban a kedvezőtlen időjárási viszonyok miatt lemondta a nagyszínpadi fellépést. A második nap programjai között szerepelt Balázs Ferenc, valamint a Neofolk, a Barbaro, a Kormorán, a Söndörgő és a Tükrös együttesek nagyszínpadi és Pitti Katalin templomi koncertjei, a Figurina bábszínház gyermekműsora, valamint a fesztivál az évi díszvendégeként Pilisszántó kulturális együtteseinek bemutatója.

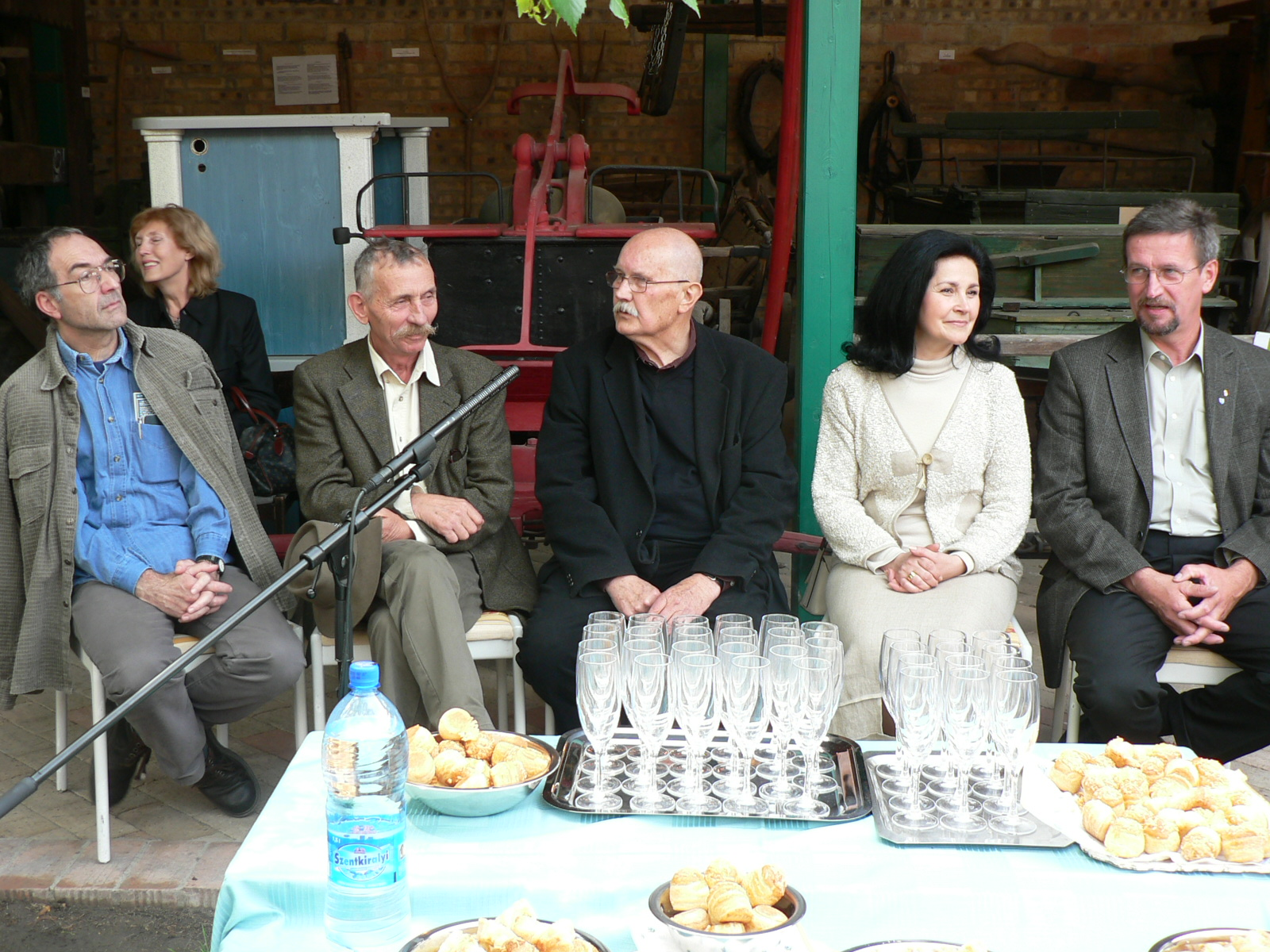
Fórum a lélekről - Gerle János, Ferencz István, Makovecz Imre, Pitti Katalin és Lánszky Imre

A program részét képezte még egy-egy kiállítás Makovecz Imre építészeti terveiből és Medgyessy-Kovács Gyula nagy méretű táblaképeiből, valamint egy vitadélután a lélekkel kapcsolatosan, Makovecz Imre, Pitti Katalin, Ferencz István, Lánszky Imre, Kovács Ákos, Gerle János és Varga Csaba közreműködésével. A fesztiválra ez évben eléggé rányomta a bélyegét a kedvezőtlen időjárás, emiatt a látogatottság és a bevétel jóval alatta maradt a szervezők által vártnak.

## 2006 után
A 2007-es évtől kezdve az ország és a térség általános helyzete, továbbá a különféle megszorítások hatására már a rendezvényt nem szervezték meg többet.